# Rockaroas
Die Rockaroas gehört zum Brauchtum in Bayern und Oberösterreich.

## Geschichte und Wortbedeutung
Unter Rockaroas verstand man früher das gemeinsame Zusammensitzen der Mägde und ledigen Mädchen an den Winterabenden. Hier wurde abwechselnd in den Stuben der verschiedenen Häuser gemeinsam an den Spinnrädern gesponnen. Man hat Lieder gesungen und sich alte Geschichten erzählt, getratscht und geratscht.
Dabei bezeichnet der Rocken (der Spinnrocken) jenen Stab, um den die Flachsfasern gewickelt sind, die „Roas“ (die Reise) deutet darauf hin, dass man an jedem Abend wo anders an den Spinnrädern saß, also von Haus zu Haus „reiste“.

## Gegenwart
Natürlich wird heute bei der Rockaroas nicht mehr gesponnen, es ist ein gesellschaftliches Ereignis auf dem Land und dient durch Einnahmen von Eintrittsgeldern, Spenden etc. oft wohltätigen Zwecken. Als Ereignis an einem einzigen Abend stimmt die Bezeichnung „Roas“ eigentlich nicht mehr. Da Musik und Tanz heute verstärkt dazugehören, wird oft auch vom Rockatanz gesprochen.